# 吉光久
吉光 久（よしみつ ひさし、1917年1月8日 - 1996年10月24日）は、日本の経営者。日本合成ゴム(現在のJSR)社長を務めた。広島県出身。

## 経歴
1941年に東京帝国大学法学部政治学科を卒業し、高文行政科にも合格し、1942年に商工省に入省。1966年に通商産業省化学工学長、1968年に重工業局長、1969年に中小企業庁長官を経て、1971年に日本開発銀行理事に就任。1974年11月に日本合成ゴム専務に就任し、1975年5月に副社長を経て、1982年6月に社長に就任。1987年6月には相談役に就任。
1988年4月に勲二等瑞宝章を受章。
1996年10月24日呼吸不全のために死去。79歳没。